# 이다 파이퍼
이다 라우라 파이퍼(독일어: Ida Laura Pfeiffer, 혼전 성씨: 라이어(Reyer), 1797년 10월 14일 ~ 1858년 10월 27일)는 오스트리아의 탐험가, 작가, 곤충학자, 박물학자, 민족학자이다. 7개 언어로 번역된 베스트셀러 저널들을 보유한 최초의 여성 여행자들 가운데 한 사람이기도 하다. 1846년부터 1855년까지 진행된 2차례의 세계 일주를 포함하여 동남아시아, 아메리카, 중동, 아프리카를 거쳐 육로로 약 32,000km, 해상으로 약 240,000km를 여행했다. 그는 베를린과 파리의 지리학회 회원으로 활동했지만 런던의 왕립지리학회에서는 1913년 이전까지 여성 회원의 선출을 금지했기 때문에 가입이 거부되었다.

## 생애 초반
이다 라이어는 1797년 10월 14일 빈에서 부유한 직물 제조업자인 알로이스 라이어의 딸로 태어났다. 그에게는 5명의 형제와 여동생이 있었다. 어린 시절에는 남자 아이들의 옷을 선호했고 체육 활동과 운동을 좋아했으며 아버지의 격려로 오빠들과 같은 교육을 받았다. 그는 자서전에서 "나는 부끄러움을 타지 않았지만 소년처럼 거칠었고 형들보다 더 대담하고 앞으로 나아갔다."고 썼다. 그의 1번째 장거리 여행은 5세 시절에 가진 팔레스타인과 이집트 여행이었다. 이러한 경험의 영향은 그에게 남아 있었다. 1806년에 아버지가 사망한 이후에 어머니 안나는 그가 이전에 파격적인 양육을 받은 것을 못마땅하게 여겨 드레스를 입고 피아노 연습을 받아야 한다고 주장했다. 1809년에 프랑스의 나폴레옹 보나파르트가 빈을 정복한 이후에 프랑스 군대 일부가 라이어의 집에 주둔했다. 쇤브룬궁에서 열린 대평의회에서 그는 장군들이 말을 타고 지나갈 때 등을 돌려 외국의 점령에 항의했다.
라이어는 가정교사인 프란츠 요제프 트리멜에 의해 현대 탐험가들에게 처음 소개되었고 《로빈슨 크루소》와 나중에 베를린에서 만나게 될 알렉산더 폰 훔볼트의 글에 특히 관심을 갖게 되었다.
라이어는 1820년 5월 1일에 렘베르크(현재의 우크라이나 르비우)에서 변호사로 근무하던 마르크 안톤 파이퍼와 결혼했다. 파이퍼는 라이어보다 24세 연상이었고 장성한 아들을 둔 홀아비였다. 라이어와 파이퍼 부부는 결혼식 1주일 뒤에 렘베르크로 떠났다. 파이퍼는 갈리치아 지방의 고위 정부 관리들의 부패를 폭로한 이후에 곧바로 사임할 수밖에 없었고 나중에 일자리를 회복하는 것이 어렵다는 것을 알게 되었다. 이다는 자신의 가족을 부양하기 위해 빈와 렘베르크 사이를 오갔다. 그는 그림과 음악 수업을 하면서 형제들한테 돈을 빌렸다.
라이어는 빈에서 아들 2명(1821년에 태어난 알프레트, 1824년에 태어난 오스카르)를 출산했다. 또한 그에게는 태어난 지 며칠 밖에 살지 못한 딸이 있었다. 1831년에 어머니가 사망한 이후에 가족의 재정 상태는 약간 개선되었다. 그는 적은 유산으로 아들들의 교육을 계속할 수 있었다. 1833년에는 소년들과 함께 빈에 머무른 반면에 파이퍼는 그의 첫째 아들 근처인 렘베르크에 남았다. 파이퍼는 가끔 빈에 있는 그의 가족을 방문했다.

## 여행

### 이스탄불, 예루살렘, 아이슬란드 (1842년 ~ 1845년)

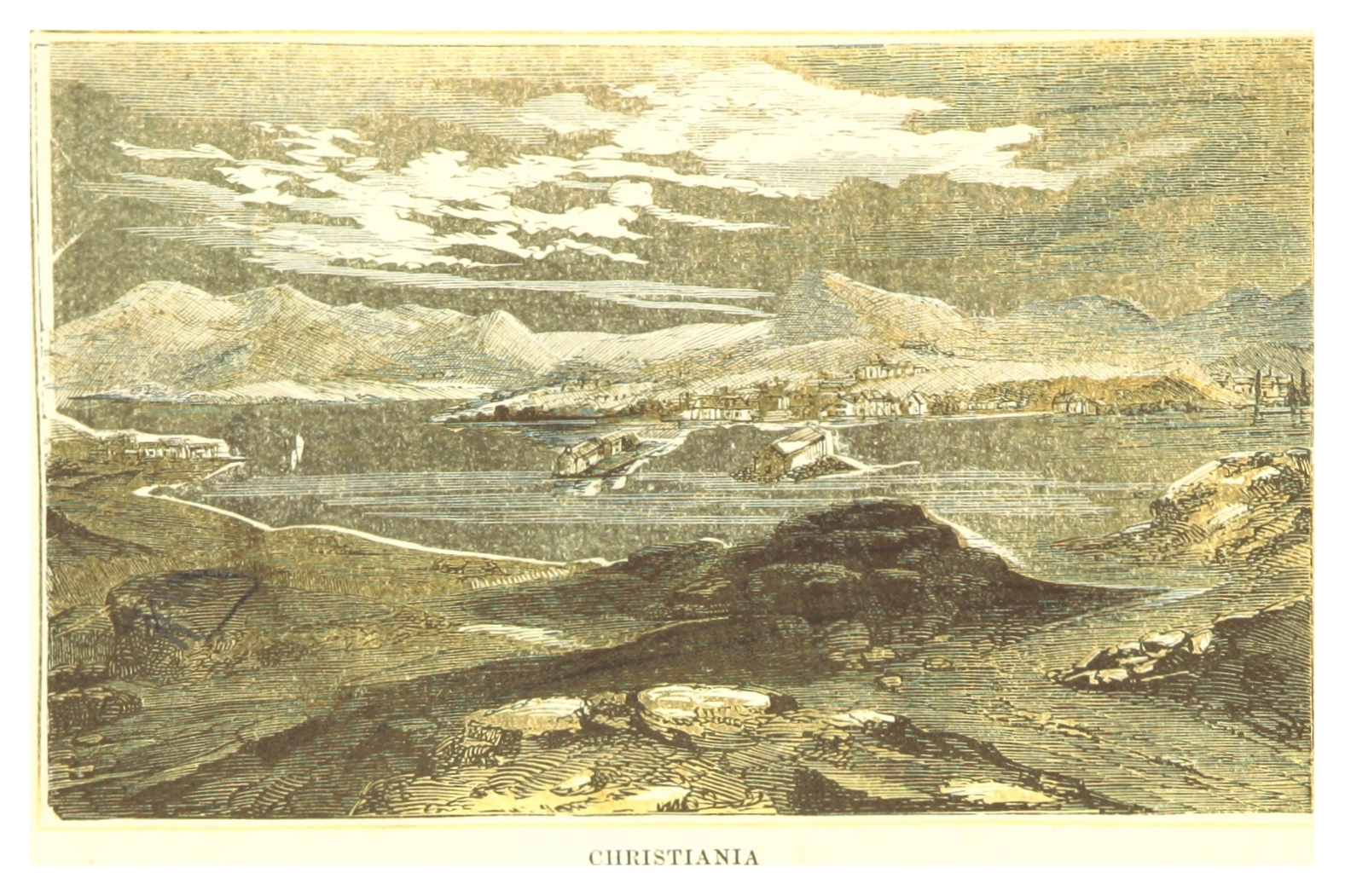
이다 파이퍼가 쓴 《1845년 아이슬란드와 스칸디나비아 북부 방문》 제2판 169쪽에서 발췌한 삽화. 대영 도서관이 보유하고 디지털화한 원본.

이다 파이퍼는 자신의 아들들이 안정된 직장에 정착하면서 자신의 어릴 적 꿈인 외국 여행을 할 수 있었다. 그는 1845년에 라이프치히에서 출간된 《1845년 아이슬란드와 스칸디나비아 북부 방문》(Reise nach dem skandinavischen Norden und der Insel Island im Jahre 1845, 2권)에서 다음과 같이 썼다.
저는 단지 어린 아이였을 때에 이미 세상을 보고 싶은 강한 열망을 가지고 있었습니다. 저는 여행용 마차를 만날 때마다 무의식적으로 멈추고 그것이 사라질 때까지 그것을 주시하곤 했습니다. 저는 심지어 마차의 좌마 기수를 부러워하곤 했는데 저와 같이 그러한 긴 여정을 모두 완수했을 것이라고 생각했기 때문입니다.

파이퍼는 1842년에 도나우강을 따라 이스탄불을 여행했다. 그곳에서 그는 계속해서 예루살렘으로 가서 스미르나(현재의 튀르키예 이즈미르), 로도스섬, 키프로스, 베이루트, 카이사레아 마리티마(현재의 이스라엘 카이사레아), 야파에 들렀다. 그는 1842년 7월 10일에 베이루트로 돌아와 이집트로 항해했다. 로마를 거쳐 집으로 돌아가기 전에는 알렉산드리아, 카이로, 홍해를 방문했다. 그가 여행에서 만난 사람들 중에는 오스트리아의 풍경화가인 후베르트 자틀러, 영국의 화가인 윌리엄 헨리 바틀렛, 보헤미아의 식물학자인 프리드리히 폰 베르흐톨트 백작이 있었다.
파이퍼는 1844년에 빈에서 출간된 《빈에 사는 한 여자의 성지 여행》(Reise einer Wienerin in das Heilige Land, 2권)에서 자신의 여행에 대한 익명의 설명을 게재했다. 파이퍼는 그러한 대가로 다음 여행에 자금을 대기 위해 700굴덴을 받았다. 그 책은 즉각적인 성공을 거두었다. 이 책은 3번의 판본을 거쳐 1846년 체코어로 번역되었고 1852년에 영어로 번역되었다.
파이퍼는 1845년에 스칸디나비아와 아이슬란드로 떠났다. 그는 여행을 준비하기 위해 자연 표본을 보존하고 다게레오타이프를 찍는 방법뿐만 아니라 영어와 덴마크어를 공부했다. 그의 탐험은 1845년 4월 10일에 시작되었다. 파이퍼는 빈에서 코펜하겐까지 여행한 다음에 5월 4일에 요한호에 승선했고 11일 만에 아이슬란드의 남서부 해안에 위치한 항구 도시인 하프나르피외르뒤르에 도착했다. 그는 말을 타고 레이캬비크에 가서 크리수빅 화산의 지열 지역을 둘러보았다. 그는 계속해서 굴포스를 방문하고 헤클라산을 등반했다. 덴마크로 돌아온 파이퍼는 북쪽으로 가는 작은 기선을 타고 스웨덴 예테보리로 갔고 그곳에서 더 북쪽으로 가서 노르웨이로 갔다.
파이퍼는 1845년 10월 4일에 빈으로 귀환했고 1846년에 페스트에서 출간된 자신의 일기인 《스칸디나비아 북부와 아이슬란드섬 여행》(Reise nach dem skandinavischen Norden und der Insel Island)을 집필했다. 이 책의 영어 번역본은 1852년에 영국과 미국에서 출간되었다.

### 1번째 세계 일주 (1846년 ~ 1848년)

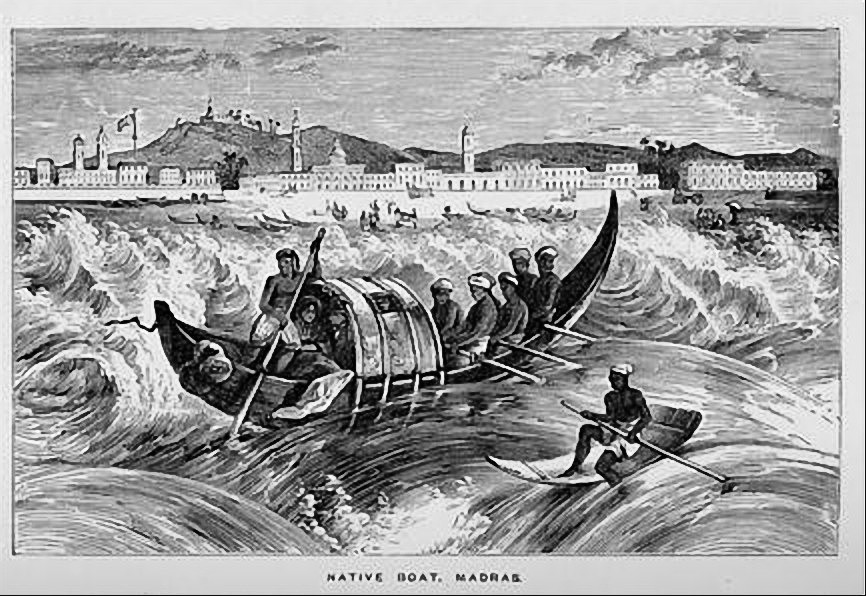
《이다 파이퍼와 그의 여러 나라 여행기》에서 발췌한 삽화

파이퍼는 1846년에 브라질, 칠레를 비롯한 남아메리카, 타히티섬, 중국, 인도, 페르시아 제국, 소아시아, 그리스 등을 여행하고 1848년에 빈으로 돌아왔다. 그 결과는 1850년에 빈에서 출간된 《한 여자의 세계 일주》(Eine Frauenfahrt um die Welt, 3권)로 이어졌다.
1846년 9월 16일에는 덴마크의 카롤리네호에 승선하여 함부르크에서 대서양으로 항해했는데 적도를 넘어 브라질 리우데자네이루항에 입항했다. 프리드리히 폰 베르흐톨트와 함께 마카쿠강을 거슬러 올라가 브라질 남동부 노바프리부르구로 가서 하인 1명과 함께 숲 속 깊은 곳으로 모험을 떠났다. 리우데자네이루로 돌아온 파이퍼는 영국의 바크인 존 렌윅호에 자리를 예약하고 1847년 3월 2일에 칠레 발파라이소에 도착했다. 7월 9일에는 중국 해안에 위치한 마카오에 상륙하기 전에 타히티섬으로 항해했다.
이후 두 달 동안 홍콩의 사원과 마을을 방문하고 싱가포르로 사냥 여행을 떠났다. 그 다음에 스리랑카 콜롬보와 캔디를 둘러보고 캘커타에서 벵골인의 전통에 대해 문의했으며 힌두교의 성지 가운데 하나인 바라나시를 방문했다. 그는 델리에서 오스트리아의 학자인 알로이스 슈렝거의 조언에 따라 뭄바이로 가는 황소 수레를 준비했고 하이데라바드와 다울라타바드 요새와 아우랑가바드의 엘로라 석굴을 통과했다.
파이퍼는 1848년 4월 23일에 봄베이를 떠났고 당시 오스만 제국의 영토였던 이라크 바그다드로 향했다. 고대 도시 크테시폰의 유적을 탐험하던 도중에 카자르 왕조의 에맘 쿨리 미르자 왕자를 만났다. 그는 모술 주재 영국 부영사로 근무하고 있던 헨리 크레스윅 롤린슨과 호르무즈드 라삼의 도움을 받아 바빌론, 보르시파, 니네베의 고고학 유적지를 둘러보았다. 그는 이슬람교에서 신성히 여기는 금식 기간인 라마단 한 달 동안에 페르시아 타브리즈에 있는 지역 가정을 방문했고 바흐만 미르자 왕자에게 선물을 받았다.
1848년 8월에는 아르메니아와 국경을 맞대고 있는 아제르바이잔 나흐츠반으로 출발했고 곧 조지아 트빌리시로 향하는 캐러밴에 합류했다. 그리고 나서 흑해를 건너 러시아 제국으로 들어갔다.
파이퍼는 1850년에 빈으로 돌아와서 《한 여자의 세계 일주》를 출간했다. 이 책의 영어 번역본은 1851년에 영국에서 출간되었고 네덜란드어(1852년), 프랑스어(1858년), 러시아어(1867년)가 그 뒤를 이었다. 이 책은 《르 콩스티튀시오넬》, 《아테나이움》, 《웨스트민스터 리뷰》, 《리터레리 가제트》, 《스트레이츠 타임스》, 《캘커타 리뷰》와 같은 주요 국제 저널에서 주목의 대상이 되었다.

### 2번째 세계 일주 (1851년 ~ 1855년)
파이퍼는 다음 탐험에 자금을 대기 위해 300굴덴 상당의 표본을 빈 왕립 박물관에 팔았다. 빈 자연사 컬렉션의 책임자인 카를 폰 슈라이버스와 오스트리아의 고고학자인 요제프 폰 아르네스는 파이퍼가 세계의 구석구석에서 희귀한 표본을 수집하는 데 자신의 기술을 증명했다는 이유로 그를 대신하여 정부 지원을 신청했다. 결과적으로 파이퍼는 1,500굴덴을 수여받았다.
파이퍼는 1851년에 베를린으로 출발했고 그곳에서 열광적인 청중들을 만났다. 그들 중에는 그의 어린 시절 영웅인 프로이센 왕국의 탐험가인 알렉산더 폰 훔볼트가 있었는데 훔볼트의 아메리카 대륙 여행은 찰스 다윈, 헨리 데이비드 소로, 존 뮤어, 에른스트 헤켈을 포함한 많은 현대 과학자들과 박물학자들에게 영감을 주었다. 파이퍼는 또한 독일의 지리학자이자 지도 제작자인 카를 리터의 환영을 받았다. 훔볼트와 리터는 둘 다 그를 지지했는데 결과적으로 파이퍼는 베를린 지리학회의 명예 회원이 된 최초의 여성이 되었다. 파이퍼는 함부르크에서 런던으로 항해를 떠나 찰스 다윈을 노골적으로 비판한 고생물학자인 리처드 오언, 아프리카에 대한 전문 지식을 가진 지리학자인 아우구스투스 피터먼, 파이퍼와 예루살렘을 여행했던 동료인 윌리엄 바틀렛을 만났다.
파이퍼는 1851년 5월 27일에 남아프리카 공화국의 케이프타운으로 떠났다. 8월 11일에 케이프타운에 도착한 파이퍼는 곧바로 비엔나 자연사 박물관의 큐레이터인 빈첸츠 콜라르에게 표본 상자를 보냈다. 그는 아프리카를 더 깊이 파고들 생각이었지만 그의 희망은 압도적인 비용에 비추어 실현 불가능한 것으로 판명되었다.
파이퍼는 인도양을 건너 말레이 제도로 가서 2주 동안 싱가포르에서 물고기, 해초, 갑각류 외에도 새로운 종의 두더지귀뚜라미를 채집했다. 그는 제임스 브룩 경의 조카이자 후계자인 존 브룩 선장과 함께 순다 열도에서 18개월을 보냈다. 그는 보르네오섬의 다약족 공동체를 방문했고 수마트라섬과 말루쿠 제도의 바탁족의 전통에 대해 보고한 최초의 탐험가 가운데 한 사람이 되었다. 도중에 그는 신탕 공국의 술탄 압둘 라시드 무함마드 자말 우딘, 바타비아(오늘날 인도네시아 자카르타)에서 활동한 네덜란드의 어류학자인 피터르 블리커르, 서수마트라 부키팅기의 판 데르 하르트 대령을 만났다. 그는 원주민의 춤 공연을 관찰하고 정교하게 조각된 퉁갈 파날루안을 얻었으며 가오리 지느러미 물고기(Homalopterula gymnogaster), 체커 바브(Puntius oligolepis)를 포함한 귀중한 표본을 수집했다.
1853년 7월 6일에는 태평양을 건너 북아메리카로 항해했다. 그는 캘리포니아 골드 러시 기간 동안에 미국 서부 해안에 도착하여 새크라멘토, 메리즈빌, 크레센트시티, 샌타클래라, 산호세를 방문했고 나중에 남쪽으로 방향을 바꿔 중앙아메리카를 항해했다. 누에바그라나다 공화국과 페루에 들른 파이퍼는 에콰도르의 주요 항구 도시인 과야킬로 돌아왔다. 파이퍼는 자신의 저서인 《여인의 두 번째 세계 일주》에서 에콰도르에서 있었던 불쾌한 경험들을 이야기한다. 그러나 에콰도르 주재 미국 대사였던 프리드리히 하사우레크는 자신의 저서인 《스페인계 미국인들 사이의 4년》에서 파이퍼의 책이 개인적인 이야기처럼 흥미롭지만 오해와 부정확함으로 가득 차 있다고 생각했기 때문에 파이퍼가 집필한 책의 이러한 장들을 비판했다.
파이퍼는 1854년 5월 31일에 뉴올리언스행 기선에 탑승하여 3주 동안 머물다가 오대호 지역을 둘러보았다. 파이퍼는 자신의 저널에서 유명한 단편 작가인 워싱턴 어빙, 유명한 외과의사인 존 콜린스 워렌, 스위스계 미국인 생물학자인 루이 아가시와의 만남뿐만 아니라 미국 서커스단, 극장, 사립 여학교, 맨해튼 구치소 방문에 대해 설명했다.
1855년 7월 말에 비엔나로 돌아온 파이퍼는 1856년에 빈에서 출간된 서사시인 《나의 2번째 세계 여행》을 완성했다. 이 책의 영어 번역본은 롱맨스에 의해 출간되었고 이어서 네덜란드어(1856년), 프랑스어(1857년), 폴란드어(1860년), 러시아어(1876년), 말레이어(1877년-1907년)로 출간되었다. 이 책은 오스트리아와 독일의 여러 신문, 영국의 《에든버러 리뷰》, 미국의 문학 잡지인 《크리테리언》에서 긍정적인 평가를 받으며 좋은 평가를 받았다.

### 마다가스카르 (1856년 ~ 1858년)

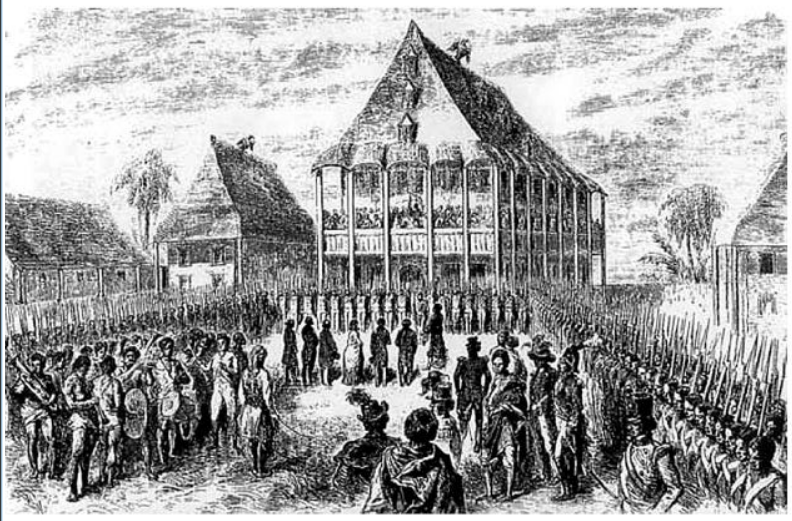
이다 파이퍼와 장 라보르드가 마다가스카르에서 재판을 받는 모습을 묘사한 삽화

파이퍼는 1857년 5월에 마다가스카르를 탐험하기 시작했다. 그의 첫 방문지는 남아프리카 공화국의 케이프타운이었다. 파이퍼는 그곳에서 프랑스의 토목 기사이자 노예 무역업자인 조제프 프랑수아 람베르를 만났다. 파이퍼에게는 알려지지 않았지만 람베르는 장 라보르드와 몇몇 유럽인들과 함께 마다가스카르의 여왕이었던 라나발로나 1세를 폐위시키고 보다 온건한 왕세자였던 라코토(훗날의 라다마 2세)로 교체하려는 음모에 동참했다. 파이퍼는 자신도 모르게 쿠데타 음모에 가담했다가 라나발로나 1세 여왕한테 발각당했고 1857년 7월에 마다가스카르에서 추방되었다.
파이퍼는 마다가스카르의 수도인 안타나나리보에서 출발 항구로 가는 도중에 불행히도 말라리아에 걸려 완전히 회복되지 못했다. 1858년 3월 10일에 런던으로 떠난 파이퍼는 함부르크로 자리를 옮겼으나 구토와 설사가 재발했다. 이다 파이퍼는 1858년 10월 27일에 빈에서 자신의 형인 카를 라이어의 집에서 사망했다. 그의 마지막 항해인 마다가스카르 여행을 묘사한 기행문은 1861년에 빈에서 2권으로 출간되었는데 이다 파이퍼의 아들인 오스카르 파이퍼가 쓴 전기를 포함했다.

## 자연사

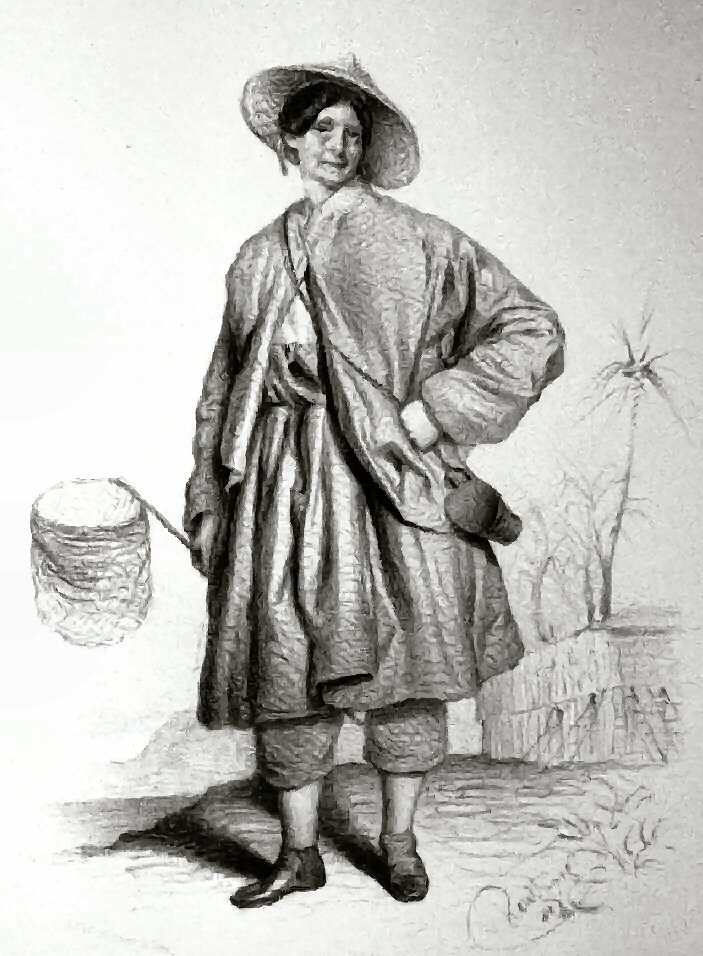
아돌프 다우타게가 석판 인쇄를 통해 묘사한 이다 파이퍼의 초상화. 파이퍼는 곤충 그물과 표본 용기를 어깨에 걸치고 수집을 위해 옷을 입었다.

파이퍼는 세계 각지를 여행하는 동안에 식물, 곤충, 연체동물, 해양 생물, 광물 표본을 수집했다. 많은 작품들이 독일 베를린의 박물관과 영국 런던의 대영박물관에 전시되었다.
- 왕거미과 (Poltys idea)
- 롱코데스 프페이페라이 (Lonchodes pfeifferae, 긴수염대벌레과에 속하는 곤충)
- 민물새우 (Palaemon idae)
- 달팽이 (Vaginula idae, Pupina superba)
- 말루쿠 제도 암본섬, 스람섬에 서식하는 부드러운 껍데기를 가진 거북이

빈 자연사 박물관은 마다가스카르와 모리셔스에 있는 파이퍼의 소장품 가운데 9종의 포유류, 14종의 조류, 23종의 파충류, 3종의 갑각류, 15종의 연체동물, 10종의 거미, 185종의 곤충을 포함한 721종의 표본을 구입했다.

## 현대에 미친 영향
파이퍼는 헨리 데이비드 소로가 집필한 수필집 《월든》에서 "마담 파이퍼"로 언급된다. 소로는 그가 고국에 가까워질수록 어떻게 더 문명화된 옷을 입었는지에 대해 이야기한다.
앨프리드 월리스는 자신의 여동생, 동료인 헨리 월터 베이츠, 파이퍼의 아메리카 대륙 탐험을 지원했던 런던의 자연사 에이전트인 새뮤얼 스티븐스에게 보낸 편지에서 파이퍼를 자주 언급했다. 사실 월리스는 말레이 제도를 포함하여 파이퍼가 이전에 했던 것과 같은 많은 장소들을 방문했다.
찰스 다윈은 1871년에 출간된 저서인 《인간의 유래와 성선택》에서 파이퍼에 대해 "자바섬에서는 백인이 아닌 금발의 소녀가 미인으로 간주된다."고 평가했다."

## 유산

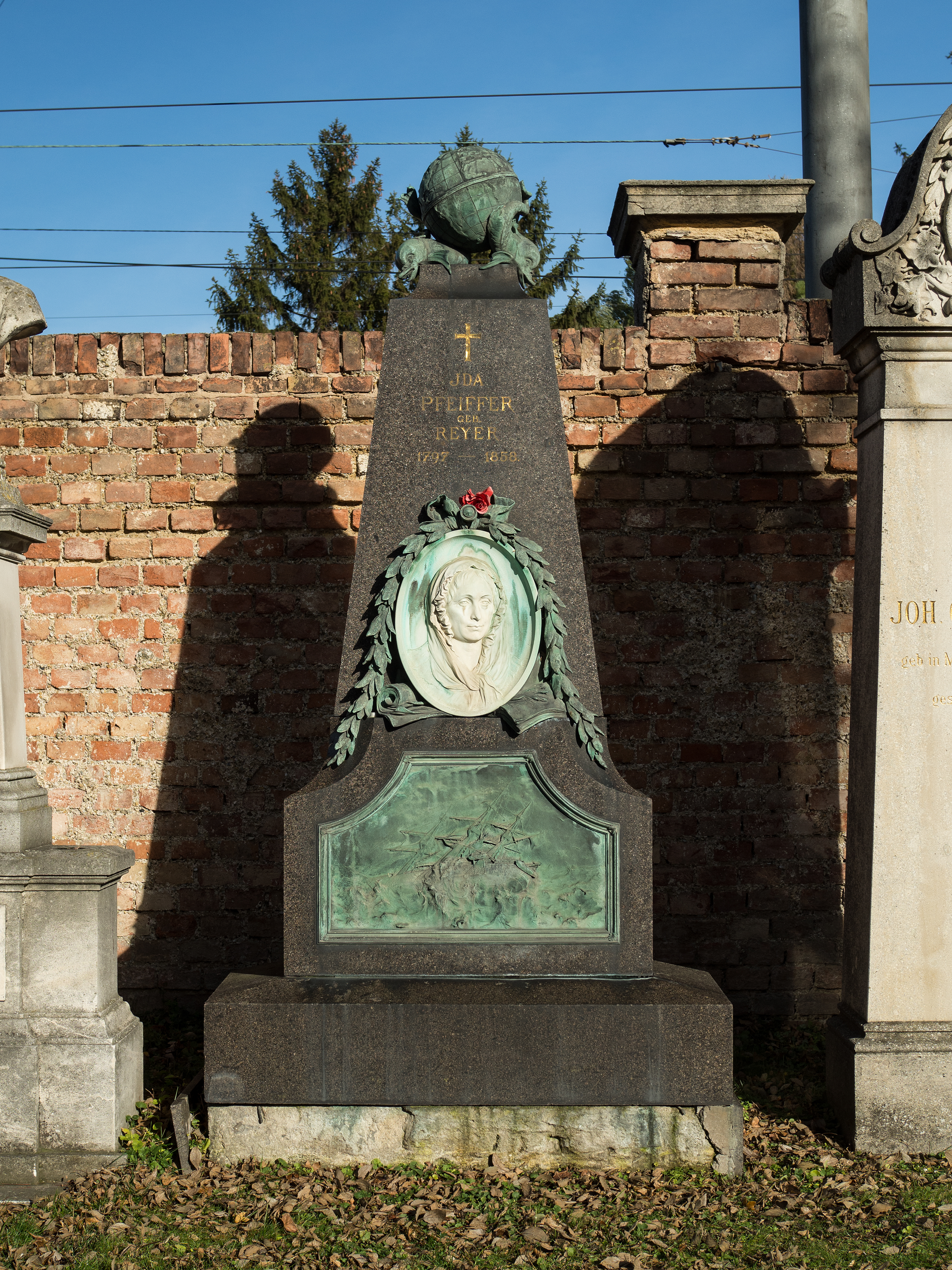
오스트리아 빈에 위치한 이다 파이퍼의 묘비 (2017년 촬영)

1892년에는 오스트리아의 빈 여성 교육 협회가 이다 파이퍼의 유해를 빈 중앙 묘지에 안치했다. 그는 명예로운 죽음의 줄에 서 있는 1번째 여성이었다. 2000년에는 독일 뮌헨에 위치한 한 거리가 이다 파이퍼가(Ida-Pfeiffer-Straße)로 이름을 바꿨다.
2018년에는 오스트리아의 빈 대학교가 지구과학, 지리학, 천문학과에 이다 파이퍼 교수직을 신설했다. 파이퍼는 여행 역사가들의 관심사였다. 그의 삶에 대한 연구는 다음과 같다.
- 힐트군트 옐레의 저서 《이다 파이퍼: 19세기 세계 여행자》(Ida Pfeiffer: Weltreisende im 19. Jahrhundert, 1989년)[22]
- 가브리엘레 하빙거의 현존하는 이다 파이퍼의 서신 출판물 모음[23]
- 존 밴 와이허의 2019년 전기 《방랑》(Wanderlust)[24]
- 《이다와 카이저지프산 너머의 세계》(Ida and the World Beyond Mount Kaiserzipf): 이다 파이퍼의 삶과 업적을 강조하는 그림책[25]
- 샤비에르 시스타크의 2023년 전기 《이다 파이퍼의 모험》(Les aventures d'Ida Pfeiffer)[3][5]

## 참고 문헌
- Baker, D. B. (1996) Pfeiffer, Wallace, Allen and Smith: The discovery of the Hymenoptera of the Malay Archipelago, Archives of Natural History 23:153–200 ISSN 0260-9541
- Down, Alec. Ida Pfeiffer in China: Examining the Suppression of Gender Roles in the Face of European Colonial Superiority (2013). Library Research Grants.
- Heidhues, Mary Somers (2004) Woman on the Road: Ida Pfeiffer in the Indies, Archipel 68 pp. 289–313 Online here
- Leidler, Keith (2005년). 《Female Caligula: Ranavalona, the Mad Queen of Madagascar》. Wiley. ISBN 047002223X.
- Robinson, Jane, Wayward Women : A Guide to Women Travellers, Oxford University Press, 1991, pp. 25-26
- van Wyhe, John (2019년). 《Wanderlust: The Amazing Ida Pfeiffer, the First Female Tourist》. NUS Press. ISBN 9789813250765.
- Habinger, Gabriele (2022) Eine Wiener Biedermeierdame erobert die Welt. Die Lebensgeschichte der Ida Pfeiffer (1797-1858). Revised and enlarged edition, Vienna: Promedia Verlag, ISBN 978-3-85371-508-6